# Лелева
Лелева — деревня в Кудымкарском районе Пермского края. Входила в состав Верх-Иньвенского сельского поселения. Располагается юго-западнее от города Кудымкара. Расстояние до районного центра составляет 22 км. По данным Всероссийской переписи населения 2010 года, в деревне проживало 62 человека (34 мужчины и 28 женщин).

## История
По данным на 1 июля 1963 года, в деревне проживало 56 человек. Населённый пункт входил в состав Верх-Иньвенского сельсовета.